# Harley-Davidson
Harley-Davidson is een Amerikaanse producent van motorfietsen uit de staat Wisconsin. Het merk brak echt door toen tijdens de Tweede Wereldoorlog grote aantallen WLA/WLC motorfietsen werden geleverd aan de diverse Geallieerde legers, met een 750 cc zijklepmotor.

## Activiteiten
De Harley-Davidson Motor Company werd opgericht in 1903. Het werd een naamloze vennootschap, Harley-Davidson, Inc., in 1981 na een management buy-out. In 1986 kreeg het bedrijf een beursnotering en de aandelen staan nog steeds genoteerd aan de New York Stock Exchange.
Het bedrijf produceert en verkoopt zo’n 200.000 motorfietsen op jaarbasis, waarvan 60% in de Verenigde Staten. Dit land en Europa zijn de belangrijkste afzetgebieden, hier wordt driekwart van de totale omzet gerealiseerd. Andere belangrijke afzetlanden zijn Australië, Japan en Canada. In de VS heeft het ongeveer 40% van de markt voor dit soort motorfietsen in handen, in Europa ligt het marktaandeel rond de 5%. Wereldwijd zijn er 1300 dealers actief, waarvan bijna 600 in de Verenigde Staten. Per 31 december 2023 waren er 6400 medewerkers in dienst.
De activiteiten zijn verdeeld over drie bedrijfsonderdelen, motorfietsen, inclusief onderdelen, LiveWire en een financieringsafdeling, Harley-Davidson Financial Services (HDFS). LiveWire richt zich op elektrische motorfietsen en is veruit het kleinste bedrijfsonderdeel. In 2023 werden 660 elektrische motorfietsen verkocht. HDFS levert een bijdrage aan de totale omzet van zo’n 15%. De winstmarge ligt hoger en de bijdrage aan het bedrijfsresultaat was ruim 25% in 2023.

### Resultaten
De motorverkopen lagen rond de 250.000 eenheden op jaarbasis in de jaren van 2013 tot en met 2016, maar nadien vertoont de afzet van motoren een dalende lijn. De omzet schommelt rond de US$ vijf en zes miljard per jaar. Het is een zeer winstgevend bedrijf met een nettowinstmarge van ruim 10%.
In 2020 maakte het bedrijf een bescheiden winst. Jochen Zeitz was begin 2020 aangetreden als nieuwe bestuursvoorzitter en hij startte een herstructurering van de activiteiten onder de naam The Rewire. Diverse huidige en toekomstige producten werden gestaakt, het bedrijf trok zich terug uit diverse landen, waaronder India, en er verdwenen zo'n 700 banen wereldwijd. Dit leidde tot extra kosten die de winst van dat jaar fors heeft gedrukt.
| Jaar | Omzet | Nettoresultaat | Motorfiets verkopen (in stuks) |
| ---- | ----- | -------------- | ------------------------------ |
| 2010 | 4859  | 260            | 222.110                        |
| 2011 | 5312  | 548            | 235.188                        |
| 2012 | 5581  | 624            | 249.849                        |
| 2013 | 5890  | 734            | 260.839                        |
| 2014 | 6229  | 845            | 267.999                        |
| 2015 | 5995  | 752            | 264.627                        |
| 2016 | 5996  | 692            | 260.289                        |
| 2017 | 5647  | 522            | 242.788                        |
| 2018 | 5717  | 531            | 228.051                        |
| 2019 | 5362  | 425            | 218.273                        |
| 2020 | 4054  | 1              | 180.248                        |
| 2021 | 5336  | 650            | 193.297                        |
| 2022 | 5755  | 741            | 178.451                        |
| 2023 | 5836  | 707            | 162.771                        |

## Geschiedenis
| V.l.n.r. William A. Davidson, Walter Davidson sr., Arthur Davidson en William S. Harley |
| Harley-Davidson Model 16C uit 1916                                                      |
| Een zeer zeldzame 22 WJ uit 1921, voorzien van een boxermotor                           |
| Harley-Davidson 22 CD-eencilinder uit 1922                                              |
| Harley-Davidson 27 J 1927                                                               |
| De raceversie van de 350 cc-28-serie, de 28S uit 1928, bijgenaamd "Peashooter"          |
| 42WLA ("Liberator")                                                                     |
| 42WLA ("Liberator")-tank met snelheidsmeter                                             |
| De '74 (Model U) kreeg in 2010 een "opvolger"                                           |

Twee jonge engineers en jeugdvrienden, William Harley en Arthur Davidson, werkten in hun vrije tijd aan hun eerste motorfiets. Twee broers van Arthur, Walther en William Davidson, voegden zich al snel bij dit duo, maar een onbekend gebleven Duitse immigrant, die de Franse "De Dion-Bouton" motor kende, gaf de doorslag aan de totstandkoming van hun bedrijf. In 1903 verscheen een eencilindermotorfiets met een vermogen van 3 pk. Op 30 augustus van dat jaar werd de Harley-Davidson Motor Company (HD) opgericht. Bill (William) Harley, de ontwerper van de groep, ging verder studeren op zuigermotoren, en in 1909 verscheen de eerste "V-twin", een zuigermotor met twee cilinders onder een hoek van 45 graden. De V-twin werd al snel een succes. De V-twin werd vermoedelijk uitgevonden door Glenn Curtiss, die in 1904 al menig race record verbrak met een tweecilinder V-twin.
In de jaren twintig stonden de HD's bekend als bijzonder robuust en betrouwbaar op de toen tamelijk ruwe racecircuits. Aan het eind van de Eerste Wereldoorlog was er een fabriek in Milwaukee. In de Tweede Wereldoorlog werd de Harley-Davidson internationaal bekend als motorfiets van de bevrijders. Ze werden per schip via Moermansk in grote getale naar Rusland verscheept als oorlogshulp (Lend-Lease), en reden zodoende ook aan het oostelijk front. Menig verzamelaar heeft een "Liberator" die ergens uit een boerenschuur in het Oostblok gehaald en gerenoveerd is.
Beroemde typen zijn de genoemde "Liberator" (WLA/WLC 1942), de "Knucklehead" (1936), de "Duo Glide" (het eerste eigen model met voor- én achtervering) en de majestueuze "Electra Glide" (1965) (het eerste toermodel met elektrische startmotor). Na een periode van samengaan met andere firma's binnen de AMF-groep (American Machine & Foundry), waarbij ook andere motoren werden voorzien van het HD-merk (Aermacchi-HD en HD-Cagiva), kocht een groep van 13 gefortuneerde liefhebbers, waaronder Willie G. Davidson, kleinzoon van de oprichter, in 1981 de naam Harley-Davidson terug voor 75 miljoen dollar ("The Buyback"). Ze kwamen in 1983 met een nieuwe lijn HD-motorfietsen met de zogeheten 'Evolution' motor, bijgenaamd Evo of Blockhead, op de markt waaronder de 833 cc-Sportster, een goedkoper maar kwalitatief goed instapmodel. Velen kochten daarna de grotere V-twins van 1340 cc. In 1999 introduceerde Harley-Davidson de 'Twin Cam' met inmiddels minstens 1699 cc, uitgezonderd de Sportstermodellen. Inmiddels is de Milwaukee- Eight engine het gebruikte motorblok van 1745 of 1868 cc. Deze zijn voorzien van vier kleppen per cilinder en een aanvullende (op de luchtkoeling) oliekoeling. De zwaarste modellen zelfs met aanvullende olie- en waterkoeling. Er zijn vele modificaties bedacht en men ziet HD's zowel in de meest kale, als in bijzonder opgesmukte versies rondrijden.
In de cultfilm Easy Rider speelden HD-motoren van het type "custom", ook wel chopper genoemd, een hoofdrol. Customs met hun vele chroom en extreem hoge sturen, zijn in de jaren zestig (en lang daarna) een hype geweest. Veel merken hebben een vergelijkbaar model uitgebracht.

## Huidige tijd
Typen V-twin-blokken: IOE/ F-head, Flathead (oa Liberator), Knucklehead, Panhead, Ironhead, Shovelhead, Evo, Twin Cam (B), Milwaukee 8. Deze namen verwijzen naar de vorm van het kleppendeksel en zijn in feite bijnamen. HD zelf heeft steeds een andere typeaanduiding (bijvoorbeeld: model J, F, ..., Evolution², Twin Cam).
Liefhebbers blijven de oudere modellen onderhouden en berijden. Er zijn veel HD-clubs van enthousiaste mannen en vrouwen.
Enige bekende HD-modellen van de laatste jaren: de "Softail" waarbij de achtervering onderaan het frame is verborgen zodat de motorfiets eruitziet als een hardtail, zoals in de jaren voor de invoering van de achtervering; de "Fat Boy" die feitelijk een apart model is in de softail-familie; en de "Heritage", een softail in retro-uitvoering; de Sportster-familie; en de Touring familie, waartoe onder meer de "Electra Glide" en de "Road King" behoren.
Meest recent is de ontwikkeling van het "Revolution"-blok in 2001. Dit is een vloeistofgekoeld 60 graden-V-twinmotorblok met 1247 cc dat wordt toegepast in de VRSC-familie. Het bekendste model uit deze familie is de "V Rod". Dit hoogtoerige motorblok is nogal een trendbreuk met de luchtgekoelde V-twins, iets waar de overwegend traditionele Harley-liefhebbers vaak aan moeten wennen. Het blok is, net als de Evolution motor, ontwikkeld in samenwerking met autofabrikant Porsche.
Om het marktsegment van lichtere en sportieve motoren te bedienen is het model Street 750 met de vloeistofgekoelde 750 cc Revolution X motor recent op de markt gebracht. Ook dit is net als de V-Rod een hoogtoerig V-twin motorblok. In India bestaat ook een 500cc-variant.
In 2008 bracht Harley-Davidson de "Rocker" en de "Rocker C(Chroom)" uit naar aanleiding van haar 105-jarig bestaan. Deze behoren ook tot de Softail-familie. De twee opvallendste kenmerken aan deze motoren zijn: ze kunnen zowel als mono-zitter alsook als duo-zitter worden gebruikt door een kliksysteem dat zich onder het hoofdzadel bevindt, en ze hebben een brede achterbrug voor een 240mm-achterband (in het dagelijks leven wordt dan ook wel gesproken van een dikke/vette kont).
In 2010 bracht Harley-Davidson opnieuw een retro bike uit, de Forty-eight of 48, die behoort tot de Sportster-familie met een 1200 cc-motor. De naam van deze motor verwijst naar het jaar waarin het het model van de tank, de zogenoemde Peanuttank voor het eerst het daglicht zag. De motor ziet eruit als een Bobber (zie Chopper). Kenmerkend is het zeer kleine benzinetankje, vet voorwiel, forward controls en lage zit, waardoor dit model (net als alle Sportsters) aantrekkelijk is voor kleinere personen.
Van 1963 tot 2012 was Willie G. Davidson hoofd van de ontwerpafdeling en hij was onder andere betrokken bij de ontwikkeling van de Super Glide, Low Rider, Heritage Softail Classic, Fat Boy, V-Rod en Street Glide.

## Spot- en bijnamen
Spot- en bijnamen voor Harley-Davidson zijn er legio. Soms worden ze zelfs door het merk in stand gehouden:
- Harley-Davidson (fabriek): The Company, American Iron, Hog heaven, Milwaukee Iron
- Harley-Davidson-raceteam dat in 1921 werd opgeheven: The wrecking crew
- Harley-Davidson (motorfietsen): American Iron, Milwaukee Iron, Hog, Help Douwen (HD), Milwaukee Vibrator
- Harley-Davidson 350 cc model A, AA, B en BA 1926: Peashooter (naar het geluid)
- Harley-Davidson C-serie (500 cc, ca. 1927): Baby Harley-Davidson
- Harley-Davidson C-Serie (500 cc, ca. 1934)
- Harley-Davidson Evolution-blok: Blockhead, Evo-head
- Harley-Davidson F-head v-twin 1909: Silent Grey Fellow (de eerste bouwjaren Harley waren stiller dan de concurrentie en grijs gespoten).
- Harley-Davidson Heritage Softail Nostalgia: Cow Glide, Moo Glide (naar de Cowhide-cover van de buddyseat)
- Harley-Davidson-kopkleppers vanaf 1966: Shovelhead, Shovel (de kleppendeksels deden aan een kolenschop denken)
- Harley-Davidson-kopkleppers vanaf het Model E (1936): Knucklehead (de cilinderkoppen zaten vast met grote moeren die aan de knokkels van een vuist deden denken)
- Harley-Davidson-kopkleppers vanaf het model F (1948): Panhead (naar de panvormige kleppendeksels)
- Harley-Davidson-modellen met silent blocks: Rubber Glide
- Harley-Davidson Screamin'Eagle-opvoerkit: Screamin' illegal
- Harley-Davidson Sportster 1970: Boatback
- Harley-Davidson Sportsters met Shovelhead-blok: Ironhead
- Harley-Davidson VRSC-blok dat samen met Porsche werd ontwikkeld: Revolution Engine
- Harley-Davidson Wide Glides: Duck Tail
- Harley-Davidson XR 750 (1970): The waffle iron (de cilinderkoppen werden zo heet dat de zuigers smolten)
- Harley-Davidson XR 750 (1972): Alloy head (aluminium cilinderkoppen om de problemen met the waffle iron op te lossen)
- Harley-Davidson-zijkleppers: Flathead (de cilinderkoppen waren plat omdat er geen kleppen in zaten)